# کریستیان امان‌پور
کریستیان ماریا هایده امانپور CBE (‎i‎/ˌkrɪstʃiˈɑːn ˌɑːmənˈpʊər/‎؛ زادهٔ ۱۲ ژانویه ۱۹۵۸ در لندن)، خبرنگار و مجری تلویزیونی ایرانی-بریتانیایی است. امانپور مجری ارشد بین‌المللی سی‌ان‌ان و مجری برنامه گفتگومحور شبانه امانپور سی‌ان‌ان بین‌الملل است. او همچنین مجری امانپور اند کامپنی در پی‌بی‌اس است.
او از خبرنگاران جنگی مشهور جهان به‌شمار می‌رود. گزارش‌های امان‌پور از بالکان باعث شد که در سال ۱۹۹۴ جایزه امی دو جایزه جورج فاستر پیبادی، دو جایزه جورج پولک و جایزه شجاعت در گزارشگری دریافت کند. در دسامبر ۱۹۹۲، هنگام آغاز عملیات نیروهای آمریکا در سومالی، امان‌پور برای مدت کوتاهی به سومالی رفت تا از موگادیشو به‌طور زنده گزارش کند.
گفته می‌شود امان‌پور بالاترین دستمزد را در میان خبرنگاران جهان دارد. گزارش‌های او تضمین‌کنندهٔ اهمیت یک خبر است. بسیاری از درها که به روی خبرنگاران دیگر بسته‌است به روی او گشوده می‌شود. امان‌پور مصاحبه‌های بسیاری انجام داده‌است که از آن جمله می‌توان به مصاحبه با رضا پهلوی، ژاک شیراک در سال ۲۰۰۳ (قبل از جنگ عراق)، محمود عباس در سال ۲۰۰۳، ملک عبدالله در سال ۱۹۹۹، پرویز مشرف در سال ۲۰۰۱، یاسر عرفات در سال ۲۰۰۰، محمد خاتمی در سال ۱۹۹۷، محمود احمدی‌نژاد، حسن روحانی در سال ۲۰۱۳ ، مسعود بارزانی در سال ۲۰۱۴ ، تام هنکس، آنجلینا جولی و مریل استریپ اشاره کرد.
او به زبان‌های انگلیسی، فرانسوی و فارسی مسلط است.

## زندگی
کریستین امان‌پور در ۱۲ ژانویه ۱۹۵۸ از پدری ایرانی و مادری انگلیسی در لندن متولد شد. پدرِ کریستین، محمّد امان‌پور، یکی از مدیران شرکت هواپیمایی «هما» بود و مدت کوتاهی پس از تولد کریستین، همراه با خانواده‌اش راهی تهران شد. خانواده امان‌پور در تهران زندگی مرفهی داشتند و تصمیم گرفتند کریستین را برای تحصیل به مدارس شبانه‌روزی انگلستان بفرستند. به این ترتیب بود که کریستین ۱۱ ساله بار دیگر در سال ۱۹۶۹ برای تحصیل، راهی مدرسه شبانه‌روزی «صلیب مقدس» در باکینگهام شایر انگلستان و سپس مدرسه «نیوهال» شد که آموزشگاه مشهوری ویژه دختران کاتولیک بود. به این ترتیب کریستین تحت تأثیر مادر انگلیسی و تربیت مذهبی حین تحصیل در این دو مدرسه شبانه‌روزی، مسیحیت را به عنوان مذهب خود انتخاب کرد.
کریستین تازه تحصیلات خود در انگلستان را به پایان رسانده بود و به خانه پدری‌اش در تهران بازگشته بود که روزی پدرش در حالی که سر همان جای همیشگی‌اش در اتاق نشیمن نشسته بود، او را صدا می‌کند و می‌گوید: «می‌دانی کریستین؟ زندگی‌ای که تا امروز می‌کردیم به زودی به پایان می‌رسد، چون دارد انقلاب می‌شود و همه چیز به کلی عوض خواهد شد…» به این ترتیب بار دیگر دست تقدیر مسیر زندگی کریستین را تغییر داد.

## مهاجرت
با وقوع انقلاب ۱۳۵۷ کریستین همراه با خانواده‌اش به آمریکا مهاجرت کرد و به گونه‌ای کاملاً تصادفی در دانشگاه رودآیلند مشغول تحصیل در رشته روزنامه‌نگاری شد. او پس از فارغ‌التحصیلی از دانشگاه رودآیلند مدت کوتاهی در شبکه WJAR رودآیلند که یکی از شاخه‌های محلی شبکه ان‌بی‌سی بود کار کرد و پس از آن در سال ۱۹۸۳، تصمیم گرفت به یک شبکه خبری معتبرتر و بزرگ‌تر بپیوندد. کریستین امان‌پور تقریباً برای تمام شبکه‌های تلویزیونی مهم آمریکا، درخواست استخدام فرستاد و گاه تا پای مصاحبه هم رفت، اما همگی‌شان او را به خاطر لهجه خارجی، موهای سیاه و وزوزی، نام غیرقابل تلفظ او رد کردند. اما گوش کریستین به این حرف‌ها بدهکار نبود و آن قدر پافشاری کرد تا در نهایت از سوی شبکه تازه‌تاسیس CNN به عنوان دستیار در سرویس بین‌الملل استخدام شد و به قول خودش: «با یک چمدان، دوچرخه و صد دلار پول» به دفتر CNN در آتلانتا رفت.

## خبرنگاری
او نیز مانند همه تازه‌کارها کار خود را با قهوه بردن برای دبیران خبر آغاز کرد، اما خیلی زود به خاطر استعداد و سخت‌کوشی‌اش مورد توجه قرار گرفت. کریستین آخر هفته‌ها و روزهای تعطیل نیز سر کار می‌رفت و شبانه‌روز تلاش می‌کرد تا پله‌های ترقی را چهار دست و پا و با چنگ و دندان بالا برود تا بالاخره به همان کسی تبدیل شود که آرزویش را داشت: «یک گزارشگر سرویس خارجی که با پول دیگران به گوشه و کنار جهان سرک می‌کشد و خبر تهیه می‌کند، خود را به خطر می‌اندازد و از هیجان سرشار می‌شود.»
امان‌پور در سال ۱۹۸۶ به عنوان خبرنگار سی‌ان‌ان به شرق اروپا فرستاده شد تا تحولات آخرین سال‌های جنگ سرد و سقوط کمونیسم را پوشش بدهد. گزارش‌های امان‌پور از شرق اروپا همان چیزی بود که جای پای او را در CNN محکم کرد و باعث شد مورد توجه رؤسای این بنگاه خبری قرار بگیرد. کریستین امان‌پور در سال ۱۹۸۹ به سمت گزارشگر سرویس خارجی CNN ارتقا یافت و طی آخرین ماه‌های دهه ۸۰ میلادی انقلاب‌های دمکراتیکی را که در پی سقوط کمونیسم و دیوار برلین سراسر اروپای شرقی را درمی‌نوردید، پوشش داد.

## شهرت
اما دست تقدیر این گونه رقم زده بود که کریستین امان‌پور برای دستیابی به موفقیت و شهرت واقعی، پس از یک دور گردش کامل به گرد جهان، بار دیگر به خاورمیانه و منطقه خلیج فارس برگردد. تهاجم عراق به کویت و حملهٔ نیروهای ائتلاف به رهبری آمریکا به عراق در سال ۱۹۹۰ این فرصت را در اختیار امان‌پور گذاشت تا به قول یکی از همکاران باسابقه‌اش: «صدای شخصی» خودش را در گزارش رویدادها پیدا کند. در عین حال پوشش بی‌نظیر جنگ خلیج فارس از سوی امان‌پور و همکارانش شبکه خبری CNN را نیز هم‌پای «بی‌بی‌سی» در زمره معدود شبکه‌های خبری معتبر و صاحب نفوذ در مقیاس جهانی قرار داد.
امان‌پور که اغلب بدون آرایش و با لباسی ساده و تکراری در برابر دوربین تلویزیون حاضر می‌شد، طی این مدت به خاطر تهیه گزارش‌هایی دقیق، تأثیرگذار و لحن کوبنده و تکان‌دهنده‌اش در پوشش فجایع انسانی، توجه مخاطبان تلویزیونی در سراسر جهان را به خود جلب کرد.
امان‌پور خود در این باره می‌گوید: «هنگامی که در جریان جنگ خلیج فارس یکی از همکارانم به من گفت که باید صدای شخصی خود را در گزارش‌هایم پیدا کنم، درست نفهمیدم منظورش چیست. اما حدود دو سال بعد، در میان معرکه جنگ بوسنی، این اتفاق برای من افتاد. من در میانه بزرگ‌ترین جنگ و نسل‌کشی اروپا پس از جنگ جهانی دوم در شهرهایی چون سارایوو و سربرنیتسا بودم. در روز روشن و جلوی چشم ما آدم‌ها سلاخی می‌شدند. این صحنه‌های فجیع کافی بود تا زبان هر کسی از وحشت و نفرت بند بیاید، اما درست در برابر همین صحنه‌ها بود که من و بسیاری دیگر از همکارانم صدا و زبان شخصی‌مان را نه‌تنها به عنوان خبرنگار و گزارشگر، بلکه به مثابه شهروندان جهانی، پیدا کردیم.»
گزارش‌هایی که امان‌پور و همکارانش از دل جنگ بوسنی به شبکه‌های خبری جهان مخابره کردند، باعث شد تا در نهایت سازمان‌های بین‌المللی و قدرت‌های جهانی در این «جنگ داخلی» دخالت کنند و جلوی نسل‌کشی مسلمانان را بگیرند. امان‌پور همچنین بیش از هر خبرنگار بین‌المللی دیگری در منطقه بالکان بوده‌است و به پوشش درگیری‌ها و نسل‌کشی‌های این منطقه طی چندین سال متوالی پرداخته‌است. به همین خاطر مسئولان شهر سارایوو در سال ۲۰۰۶ به امان‌پور عنوان شهروند افتخاری این شهر را اعطا کردند.
پوشش امان‌پور به جنگ خلیج فارس و در پی آن درگیری‌های بالکان و گزارش‌هایی که از دل خطر به روی آنتن شبکه‌های تلویزیونی آمریکا می‌فرستاد، باعث شد تا طی این سال‌ها امان‌پور نه در میان همکارانش، بلکه در میان مردم عادی آمریکا و دیگر نقاط جهان نیز به چهره‌ای محبوب و شناخته شده تبدیل شود.
امان‌پور به گفته خود، همیشه تلاش می‌کند تا «چهره‌ای انسانی» به گزارش‌های خود ببخشد، به گونه‌ای که تک‌تک بینندگان عمق فجایعی را که اغلب موضوع گزارش‌های امان‌پور است، در اعماق وجودشان حس کنند. امان‌پور می‌گوید: «من اعتقاد دارم اگر اخبار و گزارش‌ها به گونه‌ای تهیه شود که با تک‌تک مخاطبان رابطه‌ای شخصی و حسی برقرار کند، توجه و واکنش آن‌ها را برمی‌انگیزد.»
او در سال ۱۹۹۸ با جیمز روبین که در آن زمان سخنگوی دولت آمریکا بود، ازدواج کرد. در سال ۲۰۰۰ فرزند آن‌ها «داریوش جان روبین» (Darius John Rubin) به دنیا آمد.

## برنامه‌ها
آخرین برنامهٔ او با عنوان «تزار پوتین» به نقد عملکرد رئیس‌جمهوری روسیه پرداخته‌است.

## ابتلا به سرطان
امان‌پور در خرداد ماه ۱۴۰۰ حساب توییتری خود گفت: من هم مثل میلیون‌ها زن دیگر در جهان به سرطان تخمدان دچار شده‌ام؛ ضایعه در یک عمل جراحی برداشته شده اما ماه‌های آینده را باید به روند درمان ادامه دهم تابناک